# 4030 Archenhold
4030 Archenhold (1984 EO1) là một tiểu hành tinh vành đai chính được phát hiện ngày 2 tháng 3 năm 1984 bởi Henri Debehogne ở Đài thiên văn Nam Âu.